# Natija Pancułaja
Natija Tytykojiwna Pancułaja, ukr. Натія Титикоївна Панцулая (ur. 28 grudnia 1991) – ukraińska piłkarka, grająca na pozycji pomocnika w klubie Worskła Połtawa, reprezentantka Ukrainy.

## Kariera piłkarska

### Kariera klubowa
Urodziła się w Abchazji w gruzińskiej rodzinie. Kiedy miała rok, w 1992 roku w Abchazji wybuchła wojna, i cała rodzina przeniosła się na Ukrainę, aby zamieszkać u krewnych w obwodzie chmielnickim we wsi Polany rejonu wołoczyskiego, gdzie minęło całe dzieciństwo.
Wychowanka Liceum Sportowego w Kostopolu. Karierę piłkarską rozpoczęła w 2009 w miejscowej drużynie Rodyna-Licej Kostopol. W 2014 została piłkarką Ukrajinki Tarnopol. W 2016 roku otrzymała zaproszenie do najlepszej ukraińskiej drużyny Żytłobud-1 Charków. W sezonie 2017/18 broniła barw klubu Łehenda-SzWSM Czernihów. Potem przeniosła się do tureckiej ALG Spor. 14 lipca 2019 została zaproszona do Atlético Madrid. W 2020 roku wróciła do Ukrainy, gdzie została zawodniczką klubu Żytłobud-2 Charków.
W 2022 po inwazji Rosji na Ukrainę wyjechała do Rumunii, gdzie została zawodniczką ACS Heniu Prundu Bârgăului, ale latem wróciła do Ukrainy, zasilając skład Worskły Połtawa. We wrześniu 2022 przeniosła się do Kołosu Kowaliwka. W sierpniu 2023 wróciła do klubu Żytłobud-2 Charków, który już w 2022 zmienił nazwę na Worskła Połtawa.

### Kariera reprezentacyjna
19 stycznia 2017 debiutowała w narodowej kadrze w meczu przeciwko Mjanmy. W 2009 broniła barw juniorskiej reprezentacji Ukrainy U-19.

## Sukcesy i odznaczenia

### Sukcesy piłkarskie
Żytłobud-1 Charków
- wicemistrz Ukrainy: 2016, 2017
- zdobywca Pucharu Ukrainy: 2016

Łehenda-SzWSM Czernihów
- mistrz Ukrainy: 2017/18
- zdobywca Pucharu Ukrainy: 2018

ALG Spor
- wicemistrz Turcji: 2018/19